# Томський політехнічний університет
Національний дослідницький Томський політехнічний університет (ТПУ) — технічний університет у Росії. ТПУ був членом 12 міжнародних асоціацій, у тому числі Конференції європейських шкіл передової інженерної освіти та досліджень (CESAER) до її призупинення в березні 2022 року та Європейської асоціації університетів (EUA) до її призупинення в березні 2022 року. ТПУ був включений в Проєкт 5-100, державну програму 2013 року, спрямовану на введення принаймні п'яти російських університетів з числа учасників проєкту в 100 кращих університетів світу. 
У 2022 році університет посів №801 у світі за рейтингом World University Rankings за версією Times Higher Education і №847 у світі за версією US News & World Report, а у 2020 році він посів №862 у світі за рейтингом університетів за версією Academic. Продуктивність (URAP).

## Історія

### Томський технологічний інститут імператора Миколи II
ТПУ був заснований Міністерством народної освіти Російської імперії в 1896 році як Томський технологічний інститут імператора Миколи II з двома факультетами: механічним і хімічним. Державна рада Росії ухвалила рішення про створення інституту як політехнічного навчального закладу, що складається з чотирьох факультетів: механічного, хімічного, гірничого та будівельного. Головний корпус університету був побудований у 1897-1907 роках за проєктом академіка архітектури Роберта Марфельда. 
Посаду першого ректора запропонували Дмитру Менделєєву. Однак за станом здоров'я йому довелося відмовитися від пропозиції роботи. Незважаючи на відмову від пропозиції, він брав активну участь у розвитку інституту. У січні 1899 року, відповідно до вищого указу Департаменту цивільного і духовного управління, учень Менделєєва, професор Юхим Зубашев був призначений першим ректором і головою Будівельного комітету для зведення приміщень Томського технологічного інституту. 

#### 1941-59 роки
У 1941-45 роках під час боїв на Східному фронті Другої світової війни вся науково-дослідна робота інституту була спрямована на розвиток збройової промисловості, допомогу збройовому виробництву, в тому числі евакуйованим промисловим підприємствам Томська. Всю науково-дослідну роботу університетів координував Комітет вчених, утворений у червні 1941 р. за ініціативою ряду професорів томських вузів. До складу комітету входили томські вчені, в тому числі професори Томського індустріального інституту імені Кірова (Інокентій Бутаков, Інокентій Геблер, Михайло Коровін). Одним із заступників голови Комітету був ректор інституту Костянтин Шмаргунов. Випускники ТПУ очолили багато заводів СРСР з виробництва танків і зброї. Тимофій Горбачов, випускник Сибірського технологічного інституту імені Дзержинського 1928 року, очолював кафедру будівельного комплексу «Кузбасвугілля». Випускник механічного факультету Томського технологічного інституту в 1923 році Микола Камов став головним інженером конструкторського бюро з виробництва вертольотів. Випускник 1934 року гірничого факультету Сибірського машинобудівного інституту Володимир Кожевін, з 1941 року обіймав посаду начальника інженерного відділу і заступника головного інженера тресту «Осінникивугілля» будівельного комбінату «Кузбассугілля», де здобували вугілля найцінніше. типів, необхідних для металургійної та оборонної промисловості Росії. У 1942 році був призначений головним інженером, начальником шахти № 10 тресту «Осінникивугілля». З 1943 року і до кінця боїв на Східному фронті шахта дотримувалася ідеалів Державного комітету оборони СРСР. Валерій Кузнєцов, випускник геологорозвідувального факультету Сибірського машинобудівного інституту 1932 року, в роки боїв на Східному фронті керував складанням геологічних карт Західно-Сибірського геологічного управління. Ці карти були потрібні для розвідки корисних копалин, потреба в яких різко зросла в той період. Понад 700 осіб, серед яких студенти, викладачі, співробітники та волонтери, пішли на війну. Вони брали участь у багатьох битвах і лише деякі з них змогли дійти до Берліна, залишивши свої підписи на стінах Рейхстагу. 

#### 1960-2019 роки
У 1962 році на базі радіотехнічного факультету ТПУ був створений Томський інститут радіоелектроніки та електронної техніки. У 1967 році запущено дослідницький ядерний реактор ІТР-1000 інституту. У 1971 році Томський політехнічний інститут був нагороджений орденом Жовтневої Революції. 
У 1981 році при ТПУ був утворений Науково-навчальний центр кібернетики. 18 жовтня 1991 року Рада Міністрів Російської Радянської Федеративної Соціалістичної Республіки прийняла постанову № 552 «Про реорганізацію Томського політехнічного інституту в Томський політехнічний університет». 

#### 2020-дотепер
Дмитро Андрійович Седнєв, ректор університету, був відсторонений Європейською асоціацією університетів (EUA) після підтримки російського вторгнення в Україну 2022 року Російським союзом ректорів (RUR) у березні 2022 року за те, що він «діаметрально протилежний європейським цінностям» що вони взяли на себе зобов’язання, вступаючи до ЄУА». У березні 2022 року TPU було призупинено Конференцією європейських шкіл передової інженерної освіти та досліджень (CESAER) та Європейською асоціацією університетів (EUA).

## Дослідження

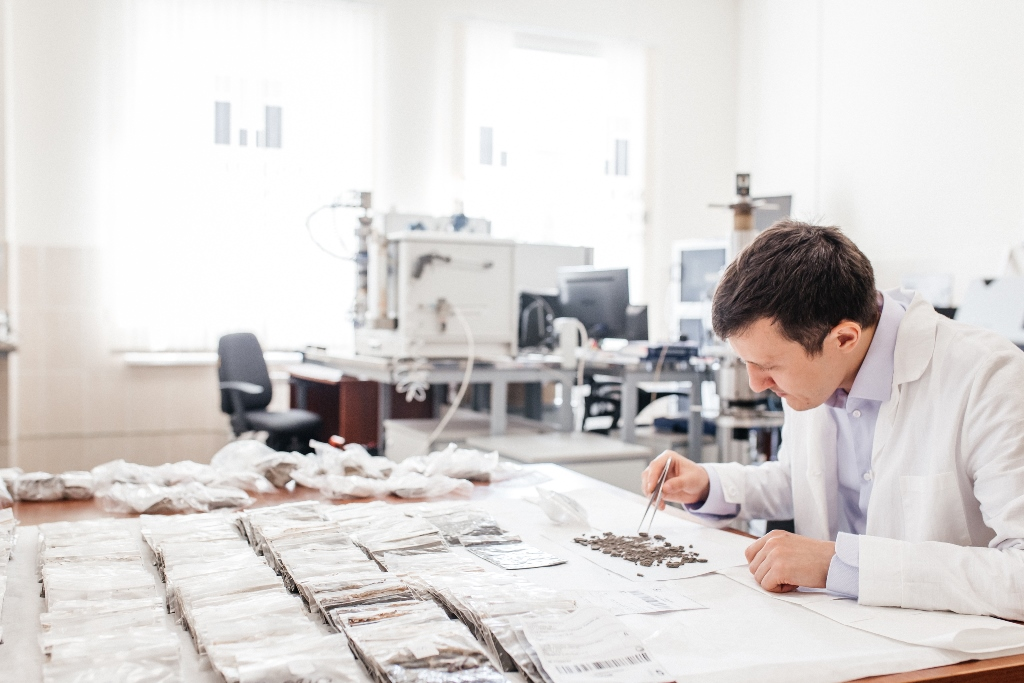
Вчені ТПУ шукають нову технологію видобутку нетрадиційної палеозойської нафти

Дослідження в ТПУ розвиваються за різними напрямками: 
- Фізика високих енергій;
- Хімія та прикладні біомедичні науки;
- неруйнівний контроль;
- Науки про Землю та інженерія;
- Передові технології виробництва;
- Інтелектуальна енергія;
- Ядерна наука та інженерія.

### Ректори
Ректорами університету були: 
- 1899-1907 Юхим Зубашев, ректор Томського технологічного інституту імператора Миколи II
- 1907-1911 Володимир Алексєєвський, ректор Томського технологічного інституту імператора Миколи II
- 1911-1916 Микола Карташев, ректор Томського технологічного інституту імператора Миколи II.
- 1916-1919 Іван Бобариков, ректор Томського технологічного інституту імператора Миколи II і Томського технологічного інституту.
- 1919-1920 Олександр Угаров, ректор Томського технологічного інституту
- 1920-1921 Яків Михайленко, ректор Томського технологічного інституту.
- 1921-1930 Микола Гутовський, ректор Томського технологічного інституту та Сибірського технологічного інституту імені Дзержинського
- 1930-1934 Сергій Калмиков, ректор Сибірського технологічного інституту імені Дзержинського
- 1934-1936 Олексій Кашкін, ректор Томського індустріального інституту імені Кірова
- 1936-1937 Олександр Нестеров, ректор Томського індустріального інституту імені Кірова
- 1937-1938 Дмитро Гаршенін, ректор Томського індустріального інституту імені Кірова
- 1939-1944 Костянтин Шмаргунов, ректор Томського індустріального інституту імені Кірова
- 1944-1970 Олександр Воробйов, ректор Томського політехнічного інституту імені Кірова.
- 1970-1981 Іван Каляцький, ректор Томського політехнічного інституту імені Кірова
- 1981-1990 Іван Чучалін, ректор Томського політехнічного інституту імені Кірова.
- 1990-2008 Юрій Похолков, ректор Томського політехнічного інституту і ТПУ.
- 2009-2019 Петро Чубік, ректор ННД ТПУ ім
- 2019-2020 Віктор Дьомін, в.о. ректора ННД ТПУ
- 2020-2021 Андрій Яковлєв, в.о. ректора ННД ТПУ
- 2021 р. по теперішній час Дмитро Седнєв, в.о. ректора ННД ТПУ ім

## Галерея

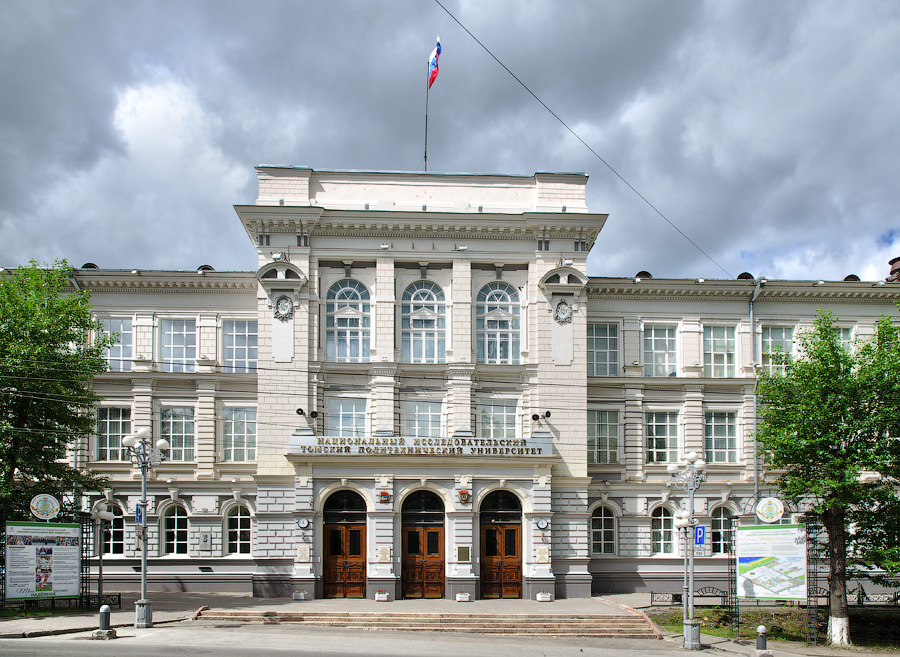
Головний корпус ТПУ
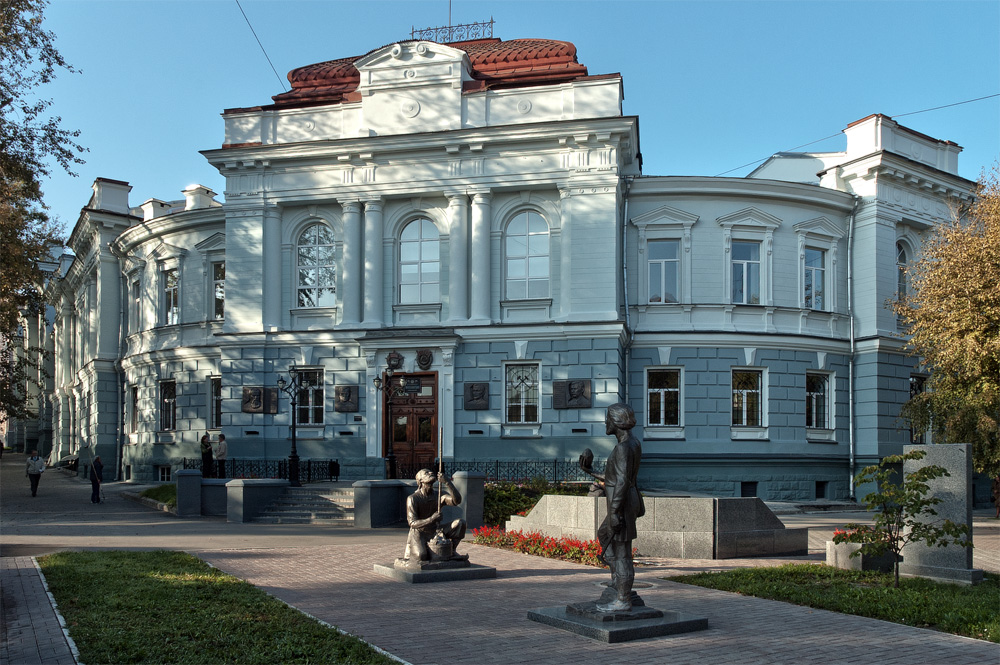
Навчальний корпус ТПУ №1 (колишній гірничий факультет)
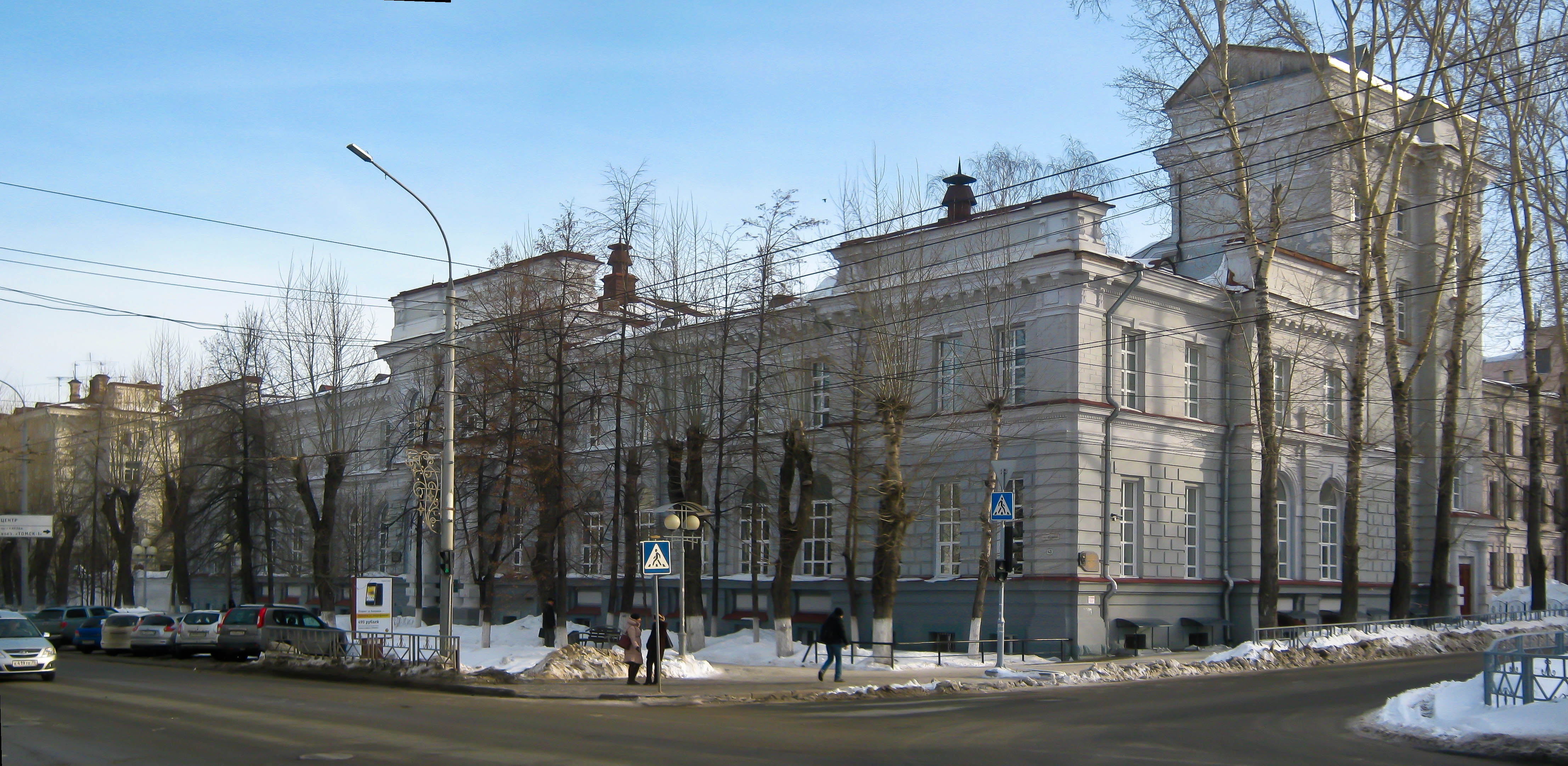
Навчальний корпус ТПУ № 3 (колишній фіз. факультет)
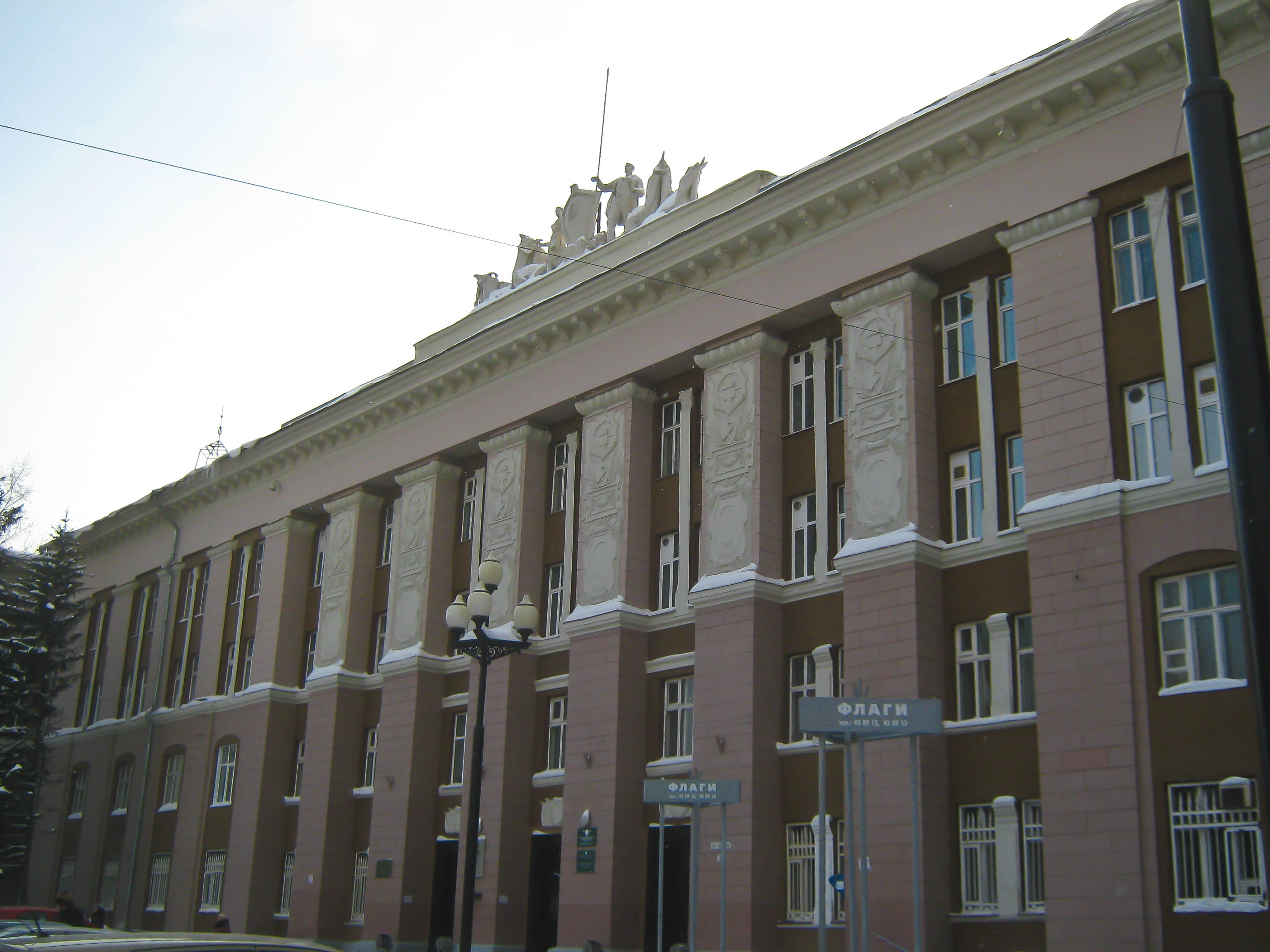
Навчальний корпус ТПУ №10
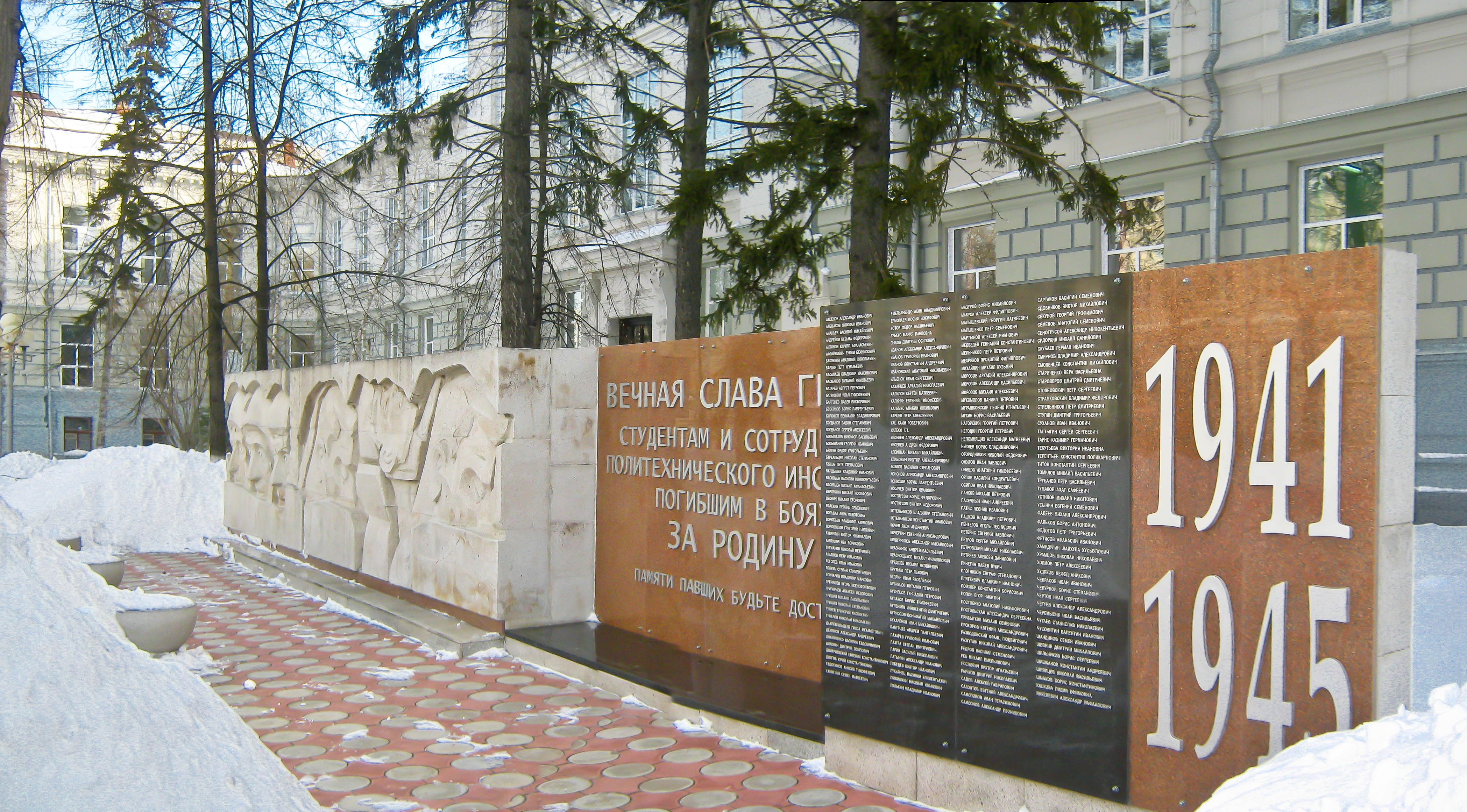
Меморіал загиблим співробітникам ТПУ в боях на Східному фронті Другої світової війни
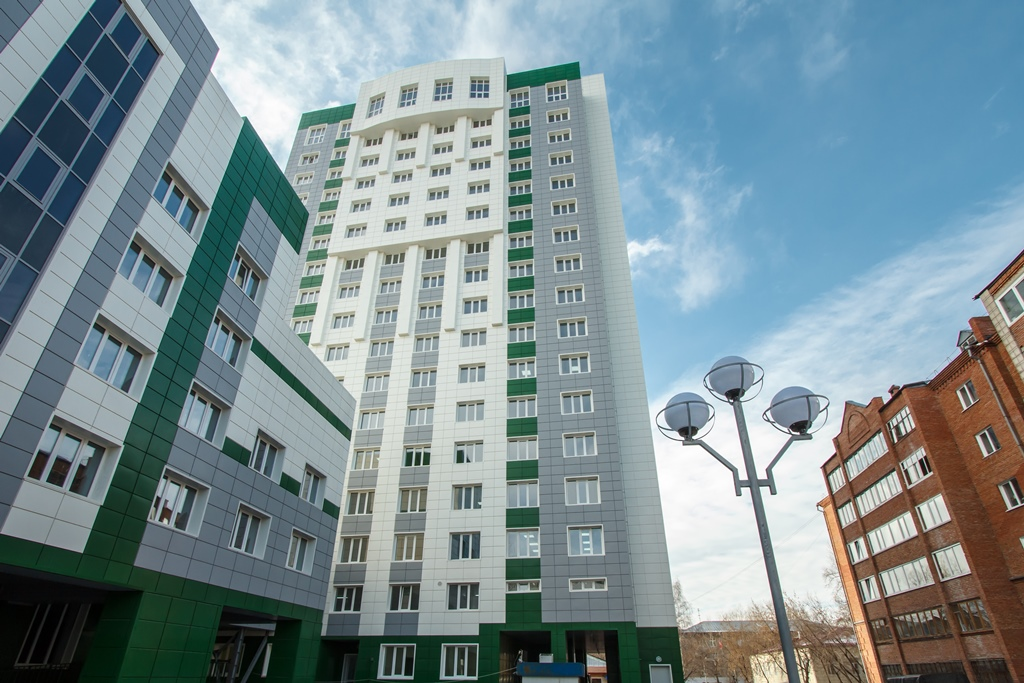
[en→uk]The TPU campus was recognized the best in Russia (2016 contest by the Ministry of Education and Science of the Russian Federation)[citation needed]
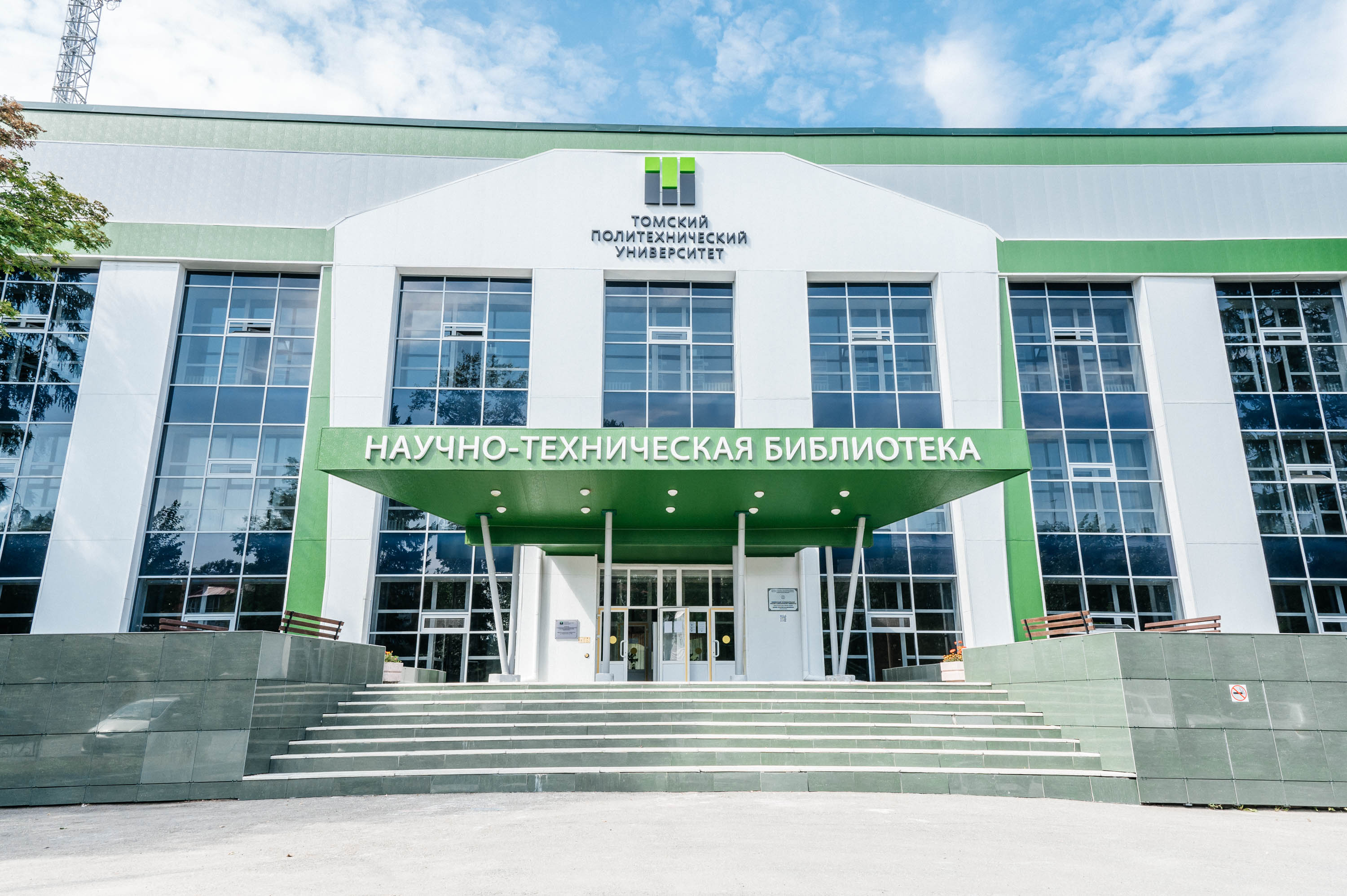
[en→uk]TPU Science and Technical Library, 2020
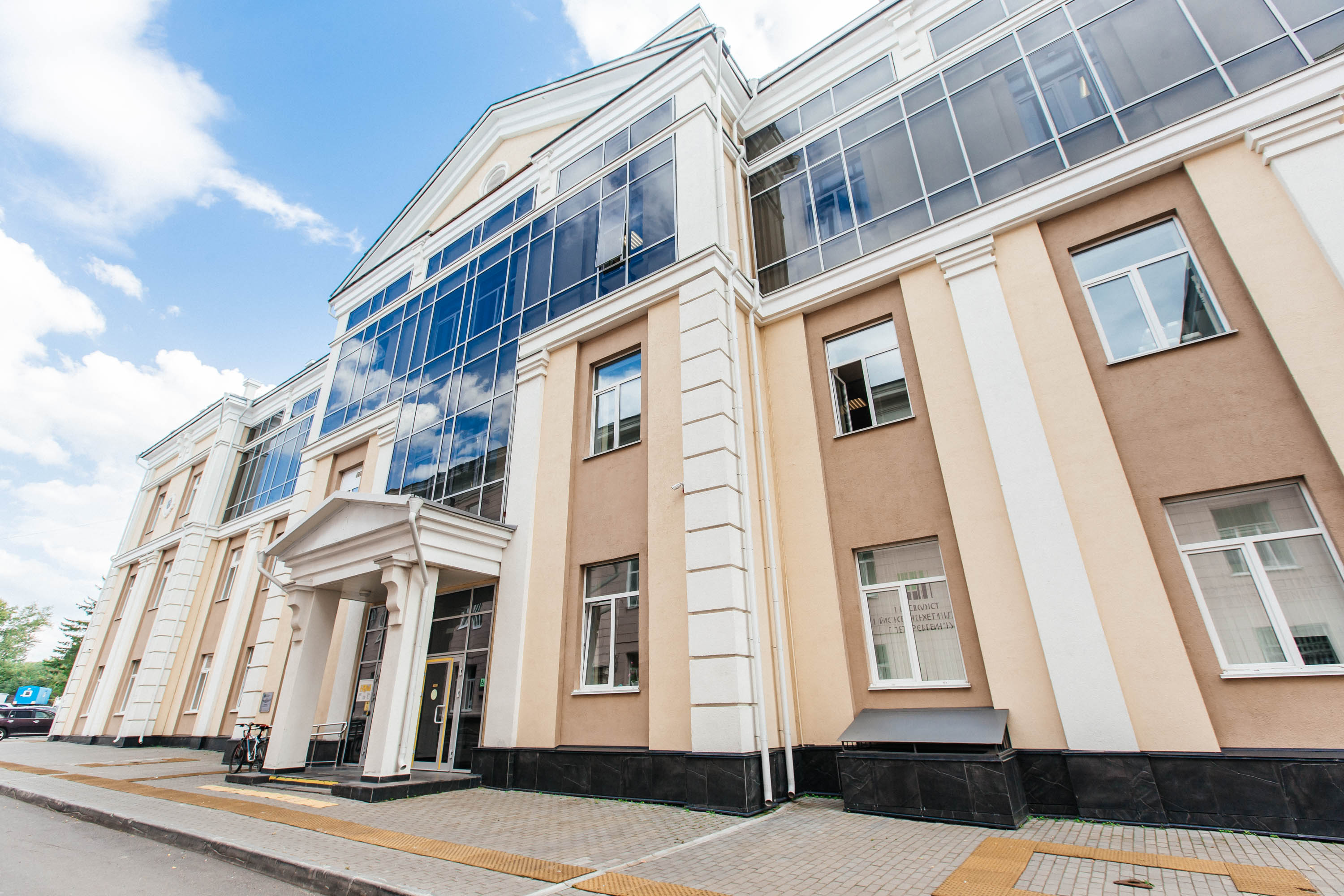
[en→uk]TPU Science Park
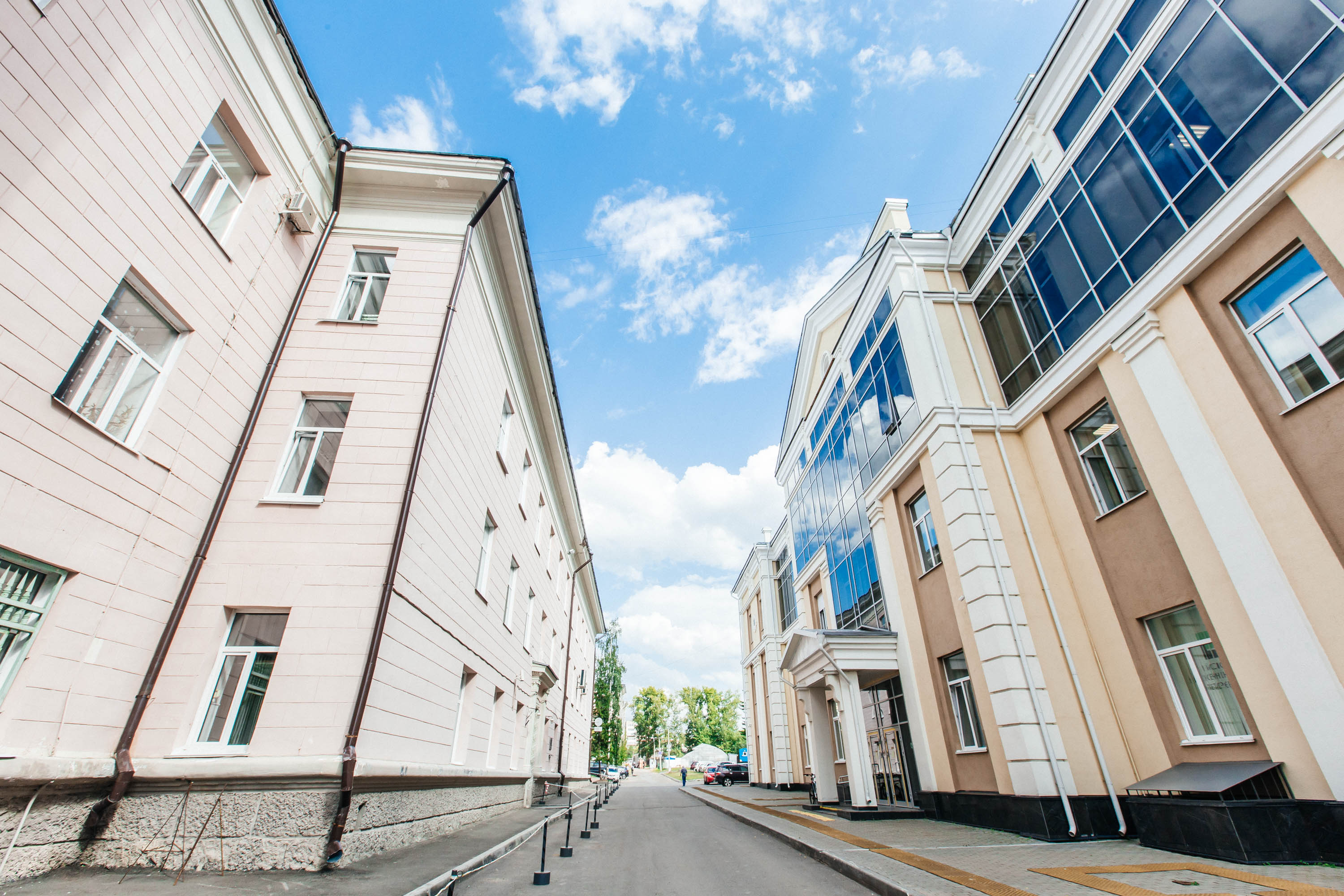
[en→uk]TPU Science Park and academic building No. 11
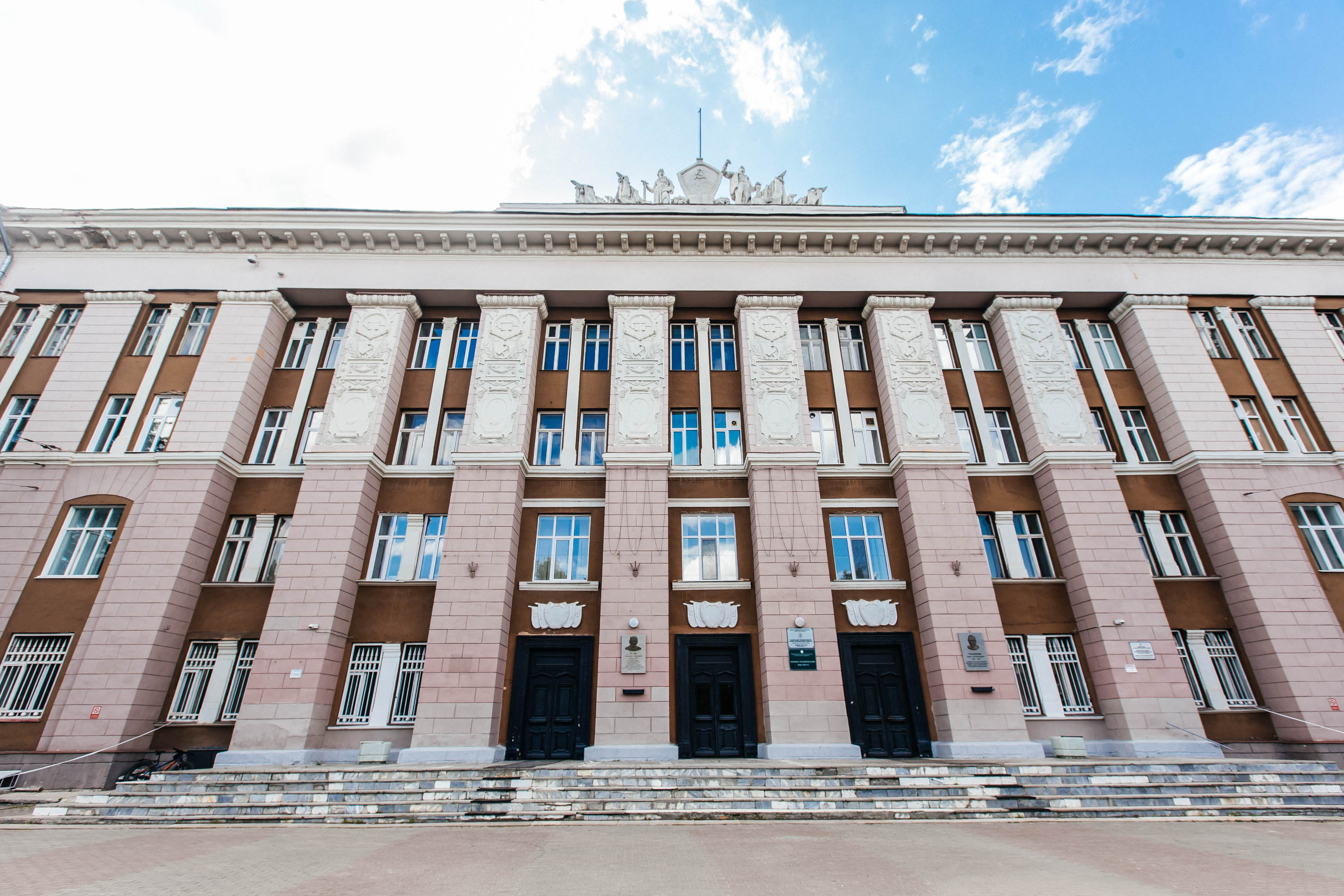
[en→uk]TPU academic building No. 10